# Дженніфер Фергейт
Псевдонім «Дженніфер Фергейт» використовувала жінка, яку в червні 1995 року знайшли застреленою за загадкових обставин у номері п'ятизіркового готелю «Oslo Plaza» (нині «Radisson Blu Plaza Hotel») в Осло, Норвегія. Спочатку слідчі дійшли висновку, що жінка скоїла самогубство. Однак незрозумілі обставини її смерті призвели до різних спекуляцій щодо того, що насправді сталося. Через обмеженість наявних доказів ця справа залишається однією з найвідоміших нерозкритих справ Норвегії.

## Прибуття до готелю
У середу, 31 травня 1995 року, приблизно о 22:44, жінка, яка називала себе «Дженніфер Фергейт», прибула до готелю «Oslo Plaza». Перед цим вона здійснила два телефонних дзвінки до готелю, щоб забронювати номер. Під час першого дзвінка, 22 травня, вона розмовляла англійською та сказала, що хоче забронювати для себе номер на 1 червня. Однак під час другого дзвінка, 31 травня вдень, вона розмовляла німецькою та сказала, що прибуде до готелю того ж вечора в супроводі свого чоловіка на ім'я Лоїс Фергейт. Після прибуття вона попросила залишитися в номері на три дні за 1845 крон на день готівкою (тобто 300 євро за ніч за ціною 1995 року та близько 154 євро за ніч за ціною 2025 року). Їй надали номер 2805, люкс на 28-му поверсі з гарним видом на місто, і вона письмово заповнила наступну інформацію:
- Повне ім'я: Дженніфер Фергейт.
- Дата народження: 23 серпня 1973 року (що означало б, що їй на той час був 21 рік).
- Інформація про місце проживання: вулиця Де Ла Стасьон, будинок 148, поштовий індекс 7968, Верлен, Бельгія.
- Телефон : 32-68-326548.
- Робота: Працівник компанії «Cerbis» у Бельгії.

Незважаючи на формальності готелю, персонал рецепції не попросив Дженніфер пред'явити посвідчення особи, паспорт чи кредитну картку під час заповнення інформаційної форми. Можливо, це було пов'язано з тим, що того дня «Oslo Plaza» приймав багато бронювань від бортпровідників та мандрівників, які прибували з аеропорту.
Персонал готелю описував Дженніфер як елегантну та добре одягнену жінку, яка вільно розмовляла англійською та німецькою мовами зі східнонімецьким акцентом. Під час реєстрації жінка не викликала жодних підозр у тому, що інформація, яку вона надає, неправдива. Дивним здалося лише те, що при заповненні готельної форми вона двічі неправильно написала своє прізвище — «Fergate» замість «Fairgate», однак персонал готелю не приділив цьому значної уваги.
Щодо Лоїса Фергейта, якого Дженніфер назвала по телефону як свого супутника, невідомо, чи він взагалі існував. Зокрема, співробітниця готелю заявила поліції кілька днів потому, що не бачила, щоб хтось супроводжував жінку до стійки реєстрації. Натомість інший адміністратор стверджував, що бачив темноволосого чоловіка віком від 25 до 40 років, який стояв поруч із Дженніфер чи то під час її реєстрації, чи то коли вона того ж вечора 31 травня пішла до пункту обміну валют готелю, щоб отримати місцеву валюту. Однак особа цього чоловіка залишається невідомою донині.
Поведінка Дженніфер під час її перебування в готелі була дещо незвичною, і в якийсь момент вона привернула увагу персоналу.

## 1 та 2 червня 1995 року
Протягом наступних двох днів Дженніфер переважно залишалася у номері. Однак у якийсь момент вона все ж таки вийшла, бо у четвер, 1 червня, працівниця готелю побачила, як жінка заходила з вулиці до готелю. Повернувшись до номеру, вона повісила на дверну ручку табличку «Не турбувати».
Пізніше вона ще раз зверталася на рецепцію, а також викликала обслуговування номерів. В обох випадках працівники, які її обслуговували, не помітили нічого незвичайного в її поведінці. Зокрема, у п'ятницю, 2 червня, жінка пішла на стійку реєстрації та продовжила своє перебування до неділі, але цього разу без оплати. Однак дивно, що навіть у цьому випадку її не попросили підтвердити свої дані за допомогою посвідчення особи чи паспорта, а також сплатити заборгованість карткою або готівкою.
Потім, о 20:06, жінка замовила їжу — бутерброд з братвурстом та картопляний салат. Працівниця служби обслуговування номерів на ім'я Крістін Андерсен помилково віднесла це замовлення до номеру 2804 навпроти, де проживав бізнесмен, чиє ім'я починалося на літеру F. Помилку швидко виправили, і їжу доставили таємничій жінці о 20:23. Крістін зазначила, що її кімната виглядала надзвичайно охайно, «майже стерильною». Здавалося, що в ній ніхто не жив, оскільки навіть ліжко виглядало недоторканим. Дженніфер була ввічливою, але мовчазною, і дала Крістін «хороші чайові» у розмірі 50 крон за тодішніми цінами (близько 15 євро у 1995 році та близько 5 євро у 2025). Однак це також був останній раз, коли Дженніфер бачили живою.
Невдовзі після цього персонал готелю двічі спробував зв'язатися з нею через телевізор у її номері, з якого надходили повідомлення з проханням прийти на рецепцію, щоб врегулювати свої борги. Перше повідомлення було надіслано у четвер вдень, відповідь на нього надійшла у п'ятницю вранці. Друге повідомлення було надіслано у п'ятницю ввечері, і цього разу відповідь надійшла через кілька хвилин після його відправлення. На обидва повідомлення Дженніфер відповіла просто «ОК», однак так і не з'явилася на рецепції, щоб оплатити рахунок. Керівництво готелю зателефонувало їй на телефон у номері, але вона не відповіла. Це викликало занепокоєння, оскільки Дженніфер не виходила з номеру щонайменше 20 годин.

## 3 червня 1995 року
До 3 червня керівництво готелю занепокоїлося, оскільки борг Фергейт досяг 2950 крон (600 євро у 1995 році та приблизно 250 євро у 2025), плюс гроші, які вона заборгувала за обслуговування номерів та платне телебачення готелю, яким скористалася двічі: один раз у п'ятницю та один раз у суботу. Одна з адміністраторок, Еві Тудем Гертсен, зрозуміла, що жінка ніколи не користувалася своєю кредитною карткою в готелі. Тож о 19:36 Еві надіслала їй повідомлення на телевізор: «Будь ласка, зверніться до відділу оплати готелю». Та знову одразу відповіла простим «ОК», але на рецепцію знову не прийшла. Еві негайно зв'язалася з керівництвом готелю, щоб повідомити їх. Вона також дізналася, що жодна покоївка не прибирала в номері з полудня четверга, оскільки на дверях постійно висіла табличка «Не турбувати». Зрозумівши, що щось може бути не так, Еві зв'язалася з охороною готелю.
О 19:50 охоронця на ім'я Еспен Несс відправили до номеру Дженніфер, щоб перевірити, чи все гаразд. Біля двері все ще висіла табличка «Не турбувати». Охоронець постукав у двері, але через кілька секунд з кімнати пролунав постріл. Охоронець злякався і на кілька хвилин сховався за невеликим виступом у коридорі. У нього була при собі рація, але він не скористався нею, оскільки не хотів, щоб усі співробітники чули про стрілянину. Натомість спустився ліфтом на перший поверх, де повідомив начальника охорони про інцидент. Протягом наступних п'ятнадцяти хвилин вихід з номеру залишався без нагляду. Невідомо, чи хтось виходив з кімнати протягом цього часу.
О 20:04 начальник служби безпеки підійшов до номера 2805 і постукав у двері. Оскільки ніхто не відповів, він відчинив двері спеціальним ключем. У кімнаті було темно, але він роздивився, що жінка лежить на ліжку в явно неприродній позі, і схоже, не дихає. Вікно номера було відчинене, телевізор увімкнений. Покликавши її та не отримавши від неї відповіді, він вирішив залишитися в коридорі та попросив викликати поліцію. Поліція прибула о 20:50, через 30 хвилин після виклику.

## Виявлення тіла та обшук кімнати
Тіло Дженніфер лежало по діагоналі на ліжку, голова знаходилася на подушці, ноги звисали з ліжка. В її лобі була вогнепальна рана, у правій руці вона тримала 9-мм напівавтоматичний пістолет Browning Hi-Power, притиснутий до грудей. Її великий палець все ще був на спусковому гачку. Ковдри, матрац, подушка, телефон, тумбочка біля ліжка, стіна та стеля були забризкані кров'ю, однак на тілі, одязі, руці та пістолеті крові не було.
Вона була одягнена повністю в чорне: довга блузка, бюстгальтер, шовкові шорти, панчохи та туфлі на підборах. На правому середньому пальці була одягнена золота каблучка; на лівому зап'ясті — годинник для дайвінгу «Citizen Aqualand», модель CQ-1021-50, батарейки в якому міняли у березні 1995 року. З пістолета було частково видалено за допомогою кислоти серійний номер, що унеможливлювало його відстеження. У магазині пістолета лишалося сім патронів, ще 25 набоїв калібру 9 мм виявили у чорному кейсі німецького виробника «Braun Büffel».
У номері знайшли тарілку з майже половиною замовленої Дженніфер страви і обидва виданих на рецепції ключі, один з яких був наданий для «Лоїса». Також виявили поліетиленовий пакет, у якому знаходився примірник газети USA Today. Пакет з газетою був адресований мешканцю номера 2816, який знаходився на іншому боці коридору. На пакеті виявився відбиток пальця, який не належав Дженніфер. Донині поліція публічно не оголосила, чи було ідентифіковано цей відбиток. Хто тоді мешкав у тому номері, поліція не перевірила, а у 2010 році готель втратив усі свої записи за 1995 рік і раніше. Однак жінка на ім'я Боргільд Стредінс, яка проживала в номері 2818, через шість днів після смерті Дженніфер зателефонувала до поліції, щоб повідомити про «підозрілу» іноземну пару, що проживала в сусідньому номері на 28-му поверсі (можливо, номер 2816), з якого чулися підозрілі звуки. Невідомо, чи розслідувала поліція цю скаргу.
Крім того, у кімнаті знаходилися майже порожній флакон чоловічого одеколону «Ungaro Pour L'Homme I» (відбитки пальців на ньому виявилися відбитками Дженніфер), а також бірюзово-зелена дорожня сумка від німецького виробника «Travelite», в якій було три бюстгальтери, колготки та топ. У шафі висіли блузка без рукавів, сіре пальто та жіночий блейзер від німецького виробника «René Lezard», а на полиці для багажу лежали бавовняний светр та довга чорна шкіряна куртка. Усі етикетки з одягу були зняті, крім однієї на блейзері. Примітно, що одяг для нижньої половини тіла, окрім шортів на самій Дженніфер, був відсутній: не було спідниць, легінсів чи штанів, лише спідня білизна.
Жодних документів, що підтверджували її особу, не виявилося. Також не було виявлено жодних особистих речей, таких як зубна щітка, засоби гігієни чи ключі.
На стійці в номері було знайдено три порожні скляні пляшки з-під газованої води та відкритий пакет чіпсів, які Дженніфер взяла з міні-бару в номері в п'ятницю та суботу. Також було знайдено прасувальну дошку та праску. Однак ці зручності не були стандартними зручностями в номері та потребували замовлення. Можливо, жінка замовила їх на рецепції, але жоден працівник не пам'ятав, щоб Дженніфер замовила їх, і щоб їй доставляли це замовлення.
Двері номера були замкнені зсередини, без ознак злому, і обидві ключ-картки були в кімнаті. Слідчі були впевнені, що мають справу з самогубством і не взяли зразків волосся чи тілесних рідин з простирадла, а коли повернулися з цією метою наступного дня, постільну білизну та матрас вже викинули. Крім того, влада не допитала багатьох сусідів по готелю, а також не забезпечила, щоб номер залишався опечатаним.

## Подальше розслідування
Слідчі встановили, що було зроблено два постріли. У кімнаті було виявлено дві стріляні гільзи. Одна куля, не вразивши жертву, пройшла крізь подушку та постільну білизну і застрягла в підлозі. Прострелену подушку хтось перевернув, і вона знаходилася під головою жертви, коли було зроблено смертельний постріл. Вогнепальне поранення в лоб свідчить про постріл з близької відстані, а траєкторія кулі показує, що постріл було здійснено, коли жертва лежала на спині.
Пістолет був виготовлений в Ерсталі, Бельгія, але його серійний номер був частково знищений (можливо, кислотою). На ньому також було замало відбитків пальців, ніби хтось його витирав. Пістолет був у поганому стані, експерт припустив, що ним могли користуватися злочинці.
За оцінками, загиблій було від 21 до 35 років, вона була білою жінкою європейського походження, зростом приблизно 159 см і вагою приблизно 67 кг. У неї було коротке чорне волосся, можливо, фарбоване, та блакитні очі. Жодних особливих ознак чи унікальних фізичних особливостей не було зафіксовано. Їй проводили відносно дороге стоматологічне лікування, що відповідає практиці, яка застосовується в Сполучених Штатах, Швейцарії та Німеччині. Токсикологія не виявила алкоголю в її крові, але тести на наркотики не проводилися. Перевірка відбитків пальців та аналізу ДНК не знайшли збігів у поліцейських базах даних.
Токсикологічні тести не виявили алкоголю в організмі покійної. Вважаючи смерть Дженніфер самогубством, поліція не провела тестів на наркотики, не взяла зразки матеріалів з нігтів або статевих органів. Цікаво, що розтин виявив у її шлунку частково перетравлену їжу, яку вона замовила в готелі. Це означало, що або вона насправді померла в п'ятницю ввечері, або ж їла маленькими порціями протягом майже доби.
Поліція також дослідила дані з електронної картки-ключа, яку Фергейт використовувала для доступу до свого номера і з'ясувала, що вона виходила з номера між 1 та 2 червня. Крім того, співробітниця служби обслуговування номерів, яка доставляла жінці їжу, заявила, що бачила в номері валізу на колесах, через що припустила, ніби Дженніфер може бути стюардесою. Вона також помітила, що таємнича жінка була одягнена в довгу чорну спідницю. Цих валізи та спідниці в номері не знайшли.
Поліція Осло повідомила бельгійську поліцію про смерть Дженніфер Фергейт, але бельгійці повідомили, що не знайшли жінки з таким іменем. Також з'ясувалося, що номер будинку, поштовий індекс та номер стаціонарного телефону, які Дженніфер вказала у готелі, не існували, також у Бельгії не було компанії під назвою «Cerbis», а номери, на які жінка намагалася зателефонувати, виявилися недійсними. Телефонні номери відрізнялися на одну цифру і, судячи з кодів, належали районам Серен та Грас-Олонь.
Ларс Вегнер та Седрік Лагаст, двоє журналістів, які проводили власне розслідування цієї справи, припустили, що таємнича жінка мала певний зв'язок з Верленом, і показали її портрет тамошнім мешканцям. Хтось впізнав у ній невістку односельчанки, але цю невістку врешті-решт знайшли живою та здоровою. Цікаво, що вона дійсно була разюче схожа на Фергейт.
Лоїса Фергейта також знайти не вдалося навіть за допомогою Інтерпола. Записи з камер спостереження з коридору поліція теж не взяла, а коли повернулася за ними через кілька днів, вони вже були стерті.
Поліція зберігала тіло Фергейт протягом року в надії, що її особу впізнають, але цього не сталося. У 1996 році справу закрили. 26 червня Дженніфер поховали на кладовищі Вестре Гравлунд, без панахиди. Поліція продовжувала робити неправильні кроки, і всього через два місяці після поховання начальник поліції наказав утилізувати особисті речі жінки (її одяг та багаж), а її цінності (її каблучку, сережку та годинник) продати на аукціоні. Деякі зразки шкіри Дженніфер зберегли для майбутнього аналізу ДНК, також зберегли пістолет.
У листопаді 2016 року її останки були ексгумовані та піддані подальшому судово-медичному дослідженню. Слідчим вдалося скласти майже повний профіль ДНК, який свідчить про те, що жінка, найімовірніше, мала європейське походження. Аналіз стронцію в її зубах, проведений професором Юр'яном Хогеверфом з Канберрського університету в Австралії, показав, що вона, ймовірно, виросла в Німеччині, а аналіз вуглецю-14 показав, що вона народилася приблизно в 1971 році, тобто на момент смерті їй було близько 24 років. Аналіз кісток, проведений 2018 року у Стокгольмі, підтвердив, що жінці на момент смерті, ймовірно, було 24 роки, з похибкою в 1 рік, і з'ясував, що вона, ймовірно, жила у Східній Німеччині в дитинстві та юності. Однак деякі посадовці, причетні до справи, висловлюють певні сумніви щодо цього, вважаючи, що жінка виглядала старшою, на 25-35 років.
Ларсу Вегнеру вдалося знайти чоловіка, чиє ім'я починалося на літеру F, який у 1995 році проживав у номері 2804 (прямо навпроти номеру Дженніфер). Під час інтерв'ю він стверджував, що він з Бельгії та прибув до готелю 2 червня. Коли журналіст запитав його, коли саме він покинув готель, пан F. заявив, що виїхав вранці у суботу 3 червня, і що адміністратори повідомили йому, що жінку в номері навпроти знайшли мертвою та запитали, чи бачив він щось підозріле. Однак Ларс Вегнер зазначив у розмові, що це дуже дивно, оскільки жінку знайшли мертвою через 12 годин після того, як F. покинув готель. На цьому F. спробував завершити розмову і просто наполягав, що так запам'ятав і більше нічого не знає. Поговорити з F. після цього не вдалося, оскільки він переїхав невідомо куди.

## Теорії

### Самогубство
З огляду на відсутність доказів боротьби, зачинені зсередини двері без ознак проникнення та виявлення пістолета в її руці, норвезька поліція спочатку визнала смерть Дженніфер Фергейт самогубством. Але на її руці не знайшли слідів пострілу, вона мала недостатньо великі долоні, щоб тримати пістолет таким хватом (рукояткою догори, тиснучи на спуск великим пальцем), і постріл міг взагалі спричинити травму кисті. Розташування пістолета було незручним для пострілу собі у голову, і з великою ймовірністю після пострілу він мав випасти з її руки. До того ж не зрозуміло, навіщо у випадку самогубства їй знадобилося стільки боєприпасів.

### Вбивство
Інша теорія стверджує, що Дженніфер убили. Її прихильники припускають, що сторонні могли інсценувати місце злочину, щоб воно виглядало як самогубство. Наявність невикористаних набоїв, відсутність слідів пострілу на її руці і те, як вона тримала пістолет, підтверджують цю можливість. Припускали, що Дженніфер могла бути повією високого класу, або що вона була залучена до великої наркоторгівлі, або що вона сама була професійною кілеркою, яку вбили через невдачу у виконанні завдання. Однак жодних доказів на підтвердження цих гіпотез не знайдено.
Експерт на ім'я Пер Іверсен, який брав участь у реконструкції місця злочину разом з іншими експертами, вважає, що Дженніфер була вбита. За його словами, злочинець притримав її руки колінами, поклав одну руку їй на обличчя та відкинув її голову назад, щоб вона була в правильному положенні. Після цього він вистрілив, витер пістолет і поклав його їй у праву руку. За припущенням експерта, відсутність ознак боротьби свідчить, що Дженніфер, найімовірніше, була непритомною (можливо, під дією наркотиків). Однак це так і не вдалося довести, оскільки поліція не спромоглася провести токсикологічні тести, окрім тесту на алкоголь. Що стосується замкнених зсередини дверей, то ключ-картка фіксувала тільки час входу, але не виходу.
Це міг бути хтось, кого вона добре знала. Відомо, що вона зареєструвала разом з собою іншого гостя на ім'я Лоїс Фергейт. Однак цього чоловіка ніхто не бачив, і на пістолеті та патронах були знайдені лише відбитки пальців застреленої.

### Шпигунство
Ще одна теорія полягає в тому, що Фергейт була шпигункою. До такого висновку призвели навмисне приховування інформації, зрізання бирок з одягу, вибір розкішного готелю, який часто відвідують дипломати та керівники корпорацій, нетипові для цивільного використання годинник і пістолет.
Цю теорію також підтверджує охайність кімнати та мовні навички Дженніфер, що є елементами профілю секретного агента. Крім того, той факт, що вона була відсутня у своїй кімнаті протягом двадцяти годин поспіль, може означати, що вона пішла в місце, де мала стежити за своєю цілью, і зрештою щось пішло не так. Якщо це так, то її, очевидно, вбили, бо вона «забагато знала», і її роль була розкрита. Якщо вона справді була секретним агентом, то її агентство і уряд її країни хотіли б її смерті, щоб змусити її замовкнути. Потім вони шантажували і підкуповували б її родину, щоб купити їхнє мовчання.

## У культурі
Історія Фергейт привернула міжнародну увагу після виходу на Netflix у 2020 році епізоду серіалу «Нерозгадані таємниці» під назвою « Смерть в Осло» (сезон 15, серія 8). Цей епізод викликав новий інтерес серед детективів-аматорів, що спричинило широке поширення спекуляцій на форумах, блогах і подкастах, хоча переконливих доказів тієї чи іншої теорії так і не з'явилося.